# Wärmeinhalt der Ozeane

Änderung des Wärmeinhalts der Ozeane seit 1940 in bis zu 2000 m Tiefe

Entwicklung des Gesamtwärmebudgets der Erde
Erwärmung der Wassersäule 0–700 m
Erwärmung der Wassersäule 700–2000 m
Erwärmung der Eis- und Landflächen sowie der Atmosphäre

Als Wärmeinhalt der Ozeane (engl. ocean heat content (OHC)) wird die Abweichung der im Meer oder auch Teilen desselben (z. B. Ozeanen) gespeicherten thermischen Energie (der Wärmemenge) gegenüber einem Referenzwert bezeichnet. Wasser hat eine höhere Wärmekapazität als Luft und die Gesamtmasse der Atmosphäre entspricht einer knapp 3 m dicken Meerwasserschicht, während die Ozeane im Schnitt 3680 m tief sind; daher ist der Wärmeinhalt der Ozeane höher als der der Atmosphäre.
Vor allem infolge steigender Treibhausgaskonzentrationen erwärmt sich gegenwärtig die Erde. Nur etwa 2 % der zusätzlichen Energie wird in der Atmosphäre gespeichert, etwa 90 % in den Ozeanen; ihr zunehmender Wärmeinhalt ist wesentlicher Indikator der globalen Erwärmung. Der Fünfte Sachstandsbericht des IPCC stellt fest, dass mit hoher Wahrscheinlichkeit die Ozeane zwischen 1971 und 2010 etwa 93 % der zusätzlichen Energie gespeichert haben. Jüngere, von 2013 bis 2018 veröffentlichte Schätzungen deuten darauf hin, dass sich die Meereserwärmung seit 1991 beschleunigt hat und stärker ausfällt als im IPCC-Bericht von 2013 angegeben. Wegen der Wärmeausdehnung von Wasser trägt die Erwärmung der Ozeane signifikant zum Meeresspiegelanstieg bei.
Die Erforschung der Meereswärme ist Gegenstand der Ozeanographie und der Klimatologie.

## Definition
Der flächenbezogene Wärmeinhalt einer von h1 bis h2 reichenden Wasserschicht lässt sich bei bekanntem Temperaturfeld über
{\displaystyle H=\rho c_{w}\int _{h2}^{h1}T(z)dz}
bestimmen und hat die Einheit J/m².
Dabei sind {\displaystyle \rho } – Wasserdichte, {\displaystyle c_{w}} – spezifische Wärmekapazität des Meerwassers, h2 – untere Tiefe, h1 – obere Tiefe, {\displaystyle T(z)} – Feld potentieller Temperaturen des Wassers.

## Bestimmung
Bei der Bestimmung des Wärmeinhalts der Ozeane wird oft aus historischen Gründen zwischen den ersten 700 m der Wasseroberfläche und den darunter liegenden Wassermassen, der Tiefsee, unterschieden.
Dazu wird die Wassertemperatur mit verschiedenen Methoden gemessen, oft mit einer Nansenflasche.
Zur Bestimmung speziell der Temperatur der Tiefsee gibt es seit dem Jahr 2000 das Argo-Programm, bei dem mit, Stand 2020, 3000 Treibbojen (floats), die in regelmäßigen Zeitabständen bis zu 2000 Meter tief tauchen, Temperatur, Leitfähigkeit und Druck ermittelt und an ein Satellitensystem übertragen werden. Die so gewonnenen Daten sind vor allem für Klimaforscher interessant, die die anthropogene Klimaveränderung erforschen. Auswertungen der Daten des ARGO-Projekts zeigen, dass Oberflächenwinde warmes Wasser der Oberfläche vertikal verteilen.

## Veränderungen
Werte des OHC schwanken von Jahr zu Jahr aufgrund der Klimavariablität, zum Beispiel El Niño-Ereignissen, oder aufgrund von Messfehlern.
Modell-Studien ergaben, dass während La-Niña-Jahren durch wechselnde Winde vermehrt wärmere Wassermassen über Meeresströmungen in tiefere Meeresschichten transportiert werden. Dies führt zu einer höheren Wärmeaufnahme in der Tiefsee und einer geringeren in Atmosphäre und oberflächennahen Wasserschichten. Dekaden zunehmenden Wärmegehalts in Tiefen unterhalb 750 m werden mit negativen Phasen der interdekadischen Pazifischen-Oszillation (IPO) in Verbindung gebracht. Während der El-Niño-Jahre der ENSO-Zirkulation befördern Meeresströmungen wesentlich weniger Wassermassen in die Tiefsee; dadurch steigen nahe der Meeresoberfläche die Temperaturen des Wassers und der Atmosphäre stärker an.
Die anthropogene globale Erwärmung zeigt sich in der Zunahme der Temperaturen und des Wärmeinhalts aller Wasserschichten. Oberflächennahe Wasserschichten erwärmen sich dabei wesentlich rascher als tiefe. Eine Gruppe um den chinesischen Atmosphärenphysiker Lijing Cheng gab in einer 2020 veröffentlichten Arbeit die Zunahme des OHC im Zeitraum 1960–2019 mit insgesamt 370 ± 81 Zettajoule (ZJ) an. Davon entfielen 41 % auf die Tiefen von 0–300 m, 21,5 % auf 300–700 m, 28,6 % auf 700–2000 m und 8,9 % auf unter 2000 m. Während der Wärmeinhalt 1955–1986 noch mit einer Rate von um die 2,1 ZJ pro Jahr zunahm, waren es 1987–2019 etwa 9,4 ZJ. Der ozeanische Wärmeinhalt (OHC) nimmt am deutlichsten im Atlantischen Ozean und im Südlichen Ozean zu; letzterer hat zwischen 1970 und 2017 in Tiefen von 0 bis 2000 m um die 40 % der zusätzlichen Wärmeenergie aufgenommen. Die Zunahme des OHC ging mit einem zunehmenden Wärmetransport über den Äquator einher. Für Ökosysteme und Fischerei bedrohliche marine Hitzewellen ereignen sich häufig in Meeresregionen, die sich besonders stark erwärmen.
In mindestens den oberen 2000 m des Meeres gab es in den Jahren 2021, 2022, 2023 und 2024 jeweils ein neuer Rekord des Wärmeinhalts. Die Meeresoberfläche war im Jahr 2024 im Schnitt 0,6 Grad wärmer als in der Zeit von 1980 bis 2010 und wärmer als in jedem anderen Jahr mindestens seit Beginn der Messungen.

## Energiegewinnung
Der Wärmeinhalt der Ozeane wird seit 1881 als erneuerbare Energieform erforscht. Diese Form der Energiegewinnung erwies sich als bislang nicht praktikabel. Bis auf einige Versuchsanlagen wurde kein solches Kraftwerk in Betrieb genommen.